# Líquid

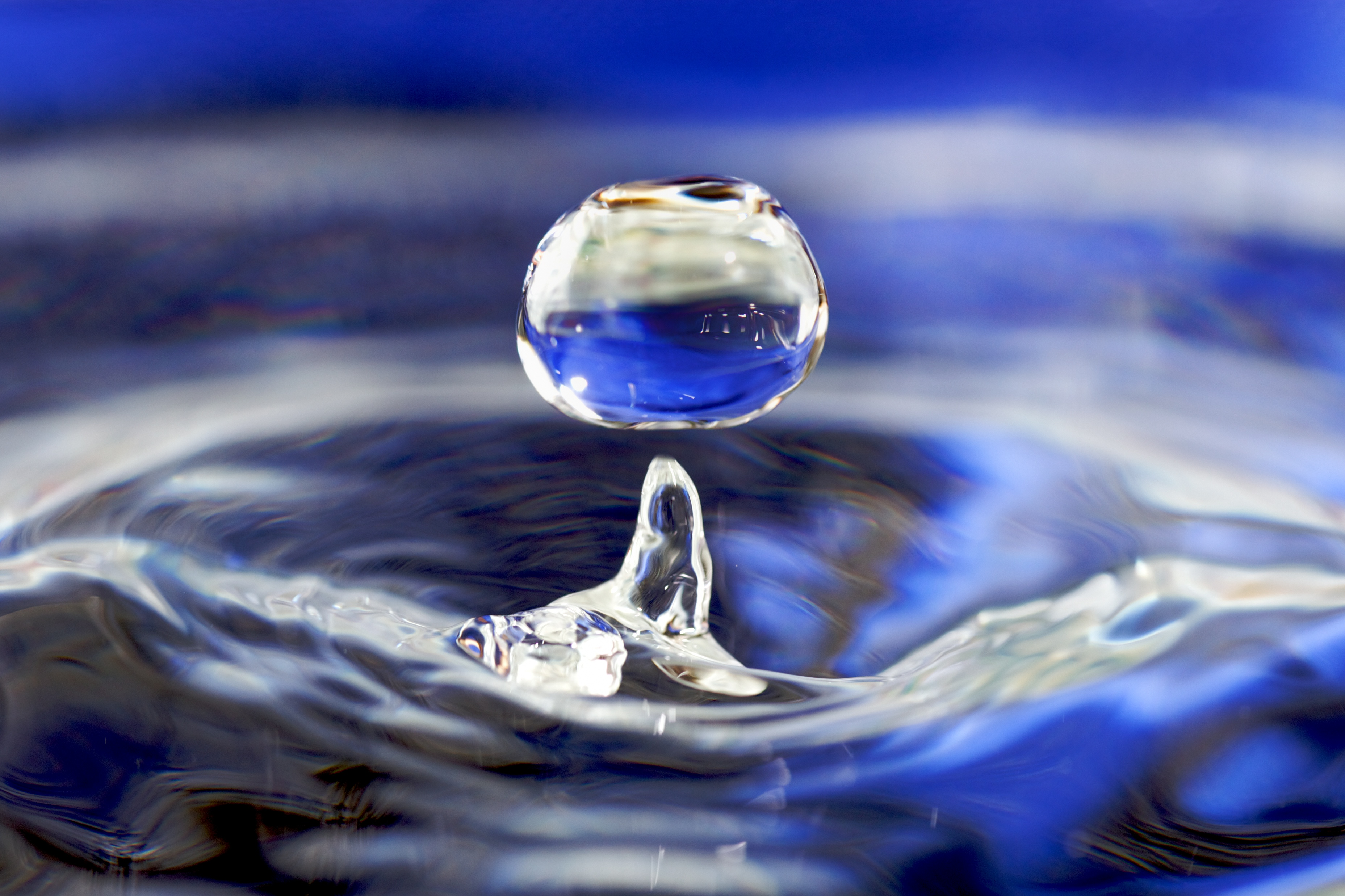
La formació d'una gota esfèrica de líquid minimitza l'àrea superficial, la qual cosa és el resultat natural de la tensió superficial en líquids.

El líquid és un dels estats de la matèria més quotidians. És un fluid, dins del qual els àtoms o molècules que el formen es mouen lliurement en el seu interior. A diferència dels gasos (també fluids), les distàncies entre les seves molècules són quasi invariants pel que se'ls considera pràcticament incompressibles. En canvi, la matèria en estat líquid és fàcilment deformable. La superfície és una superfície lliure en què el líquid no està limitat per un contenidor.
El pas de l'estat sòlid a l'estat líquid es coneix com a fusió, i el pas invers és la solidificació (conegut com a congelació quan es deu a una reducció de la temperatura). El pas de l'estat líquid a l'estat gasós es coneix com a vaporització, i el pas invers és la condensació.
Els líquids no es mesuren en unitats de volum, la del Sistema Internacional és el litre. Alguns exemples de líquids ingerits pels humans són l'aigua, la llet o el vi.

## Característiques macroscòpiques

Els líquids no tenen forma pròpia i s'adapten al recipient que els conté.

Macroscòpicament les característiques dels líquids són:
- El líquid no té una forma pròpia sinó que vindrà determinada pel recipient que el conté per efecte de la gravetat. Això significa que les partícules líquides (normalment molècules o cúmuls de molècules) tenen llibertat per moure's pel volum, però formen una superfície discreta que no és necessàriament la mateixa que la del recipient. No es pot dir el mateix d'un gas; també se'l pot considerar un fluid, però s'ha de conformar totalment a la forma del seu recipient.
- La seva superfície lliure és plana i horitzontal en estat de repòs (en realitat això només és cert si es considera un camp gravitatori g uniforme, perquè de fet la superfície del líquid adopta una superfície d'igual energia potencial).
- El líquid posseeix un volum propi que només canvia amb la temperatura, i en general aquest canvi és petit.

A una temperatura per sota del punt d'ebullició, un líquid s'evaporarà fins que, endins un recipient tancat, la concentració dels vapors pertanyents al líquid assoleixi una pressió parcial en equilibri en el gas. Per tant, cap líquid no pot existir permanentment en un buit total. La superfície del líquid es comporta com una membrana elàstica en què apareix la tensió de superfície, permetent la formació de gotes i bombolles. La capil·laritat és una altra conseqüència de la tensió de superfície. Només els líquids poden presentar immiscibilitat. La barreja més familiar de dos líquids immiscibles en la vida quotidiana és la de l'oli vegetal i l'aigua d'una amanida italiana. Un conjunt familiar de líquids miscibles és l'aigua i l'alcohol. Només els líquids tenen propietats d'humitejament. Al seu respectiu punt d'ebullició, els líquids es transformen en gasos (excepte quan es produeix sobreescalfament), i al seu punt de congelació es converteixen en sòlids (excepte quan es produeix subfusió). Fins i tot per sota del seu punt de fusió, un líquid s'evapora a la superfície. Els objectes immergits en líquids estan subjectes al fenomen de la flotabilitat, que també s'observa en altres fluids, però que és especialment destacable en els líquids a causa de la seva alta densitat. Els components líquids d'una mescla sovint es poden separar els uns dels altres per mitjà d'un procés conegut com a destil·lació fraccionada.
El volum d'una quantitat de líquid no és fixat per la seva temperatura i la seva pressió. A menys que aquest volum es correspongui exactament amb el volum del recipient, s'hi observaran una o més superfícies. Com tots els fluids, els líquids dins d'un camp gravitatori exerceixen pressió contra els costats d'un recipient així com contra qualsevol cosa que hi hagi dins el líquid en si. Aquesta pressió es transmet en totes les direccions i s'incrementa amb la fondària. En l'estudi de la dinàmica de fluids, sovint es tracta els líquids com a incompressibles, especialment a l'hora d'estudiar el flux incompressible.
Si un líquid està en repòs en un camp gravitatori uniforme, la pressió {\displaystyle \ p} a qualsevol punt determinat ve donada per
{\displaystyle \ p=\rho gz}
en què:
{\displaystyle \ \rho } = la densitat del líquid (constant assumida)
{\displaystyle \ g} = gravetat
{\displaystyle \ z} = la profunditat del punt per sota de la superfície.
Cal destacar que aquesta fórmula assumeix que la pressió a la superfície lliure és zero, i que es poden negligir els efectes de la tensió de superfície.
En general, els líquids s'expandeixen quan se'ls escalfa, i es contrauen quan se'ls refreda. L'aigua entre 0 °C i 4 °C n'és una excepció notable. Els líquids tenen una compressibilitat reduïda: l'aigua, per exemple, no canvia la seva densitat de manera apreciable a menys que se la sotmeti a una pressió d'aproximadament centenars de bars.
L'oli mineral i la benzina són exemples quotidians de líquids, a part de l'aigua. També hi ha mescles com per exemple la llet, la sang o el lleixiu domèstic.

## Característiques microscòpiques
L'estudi de les propietats microscòpiques dels líquids és un camp de la física estadística que estudia l'estructura dels materials i la distribució de les partícules que els componen amb l'ajut de càlculs i models, com el mètode de Monte Carlo, basats en la utilització dels ordinadors. La idea és que els característiques d'un líquid no depenen de les característiques intrínseques de les partícules que el componen sinó de la manera com es distribueixen.

## Propietats
Els líquids són una forma de la matèria de menor energia que els gasos (l'energia cinètica de les seves molècules és insuficient per trencar les forces que es materialitzen a la tensió superficial) però més gran que l'energia de la matèria en estat sòlid (al contrari que els sòlids les molècules dels líquids tenen prou energia cinètica per tal de moure's de manera espontània les unes respecte a les altres).

### Viscositat
Una característica dels líquids és la seva viscositat, una mesura de la cohesió de les seves molècules i, en conseqüència, és una mesura de la resistència que presenta aquest a fluir o de la resistència que oposarà a un cos que intenti travessar el líquid. Així, com més gran sigui la viscositat més difícil serà de travessar. Entre l'estat líquid i el sòlid hi ha tot un seguit d'estats intermedis que fa difícil la diferenciació entre els dos estats. De fet el millor test és el de la ruptura, un sòlid es trenca i s'esquerda sota l'efecte d'una força prou gran i aquests efectes romanen un cop desapareix la força que els ha causat; en canvi un líquid se separa i es trona a ajuntar quan desapareix la força sense que en quedi cap altra traça que una ona.
El superfluid, que també és anomenat condensat de Bose-Einstein, és un estat de la matèria que es caracteritza per l'absència total de viscositat (la qual cosa el diferència d'una substància molt fluida, la qual tindria una viscositat propera a zero, però no exactament igual a zero), de manera que, en un circuit tancat, fluiria interminablement sense fricció. Va ser descoberta el 1937 per Piotr Leonídovitx Kapitsa, John F. Allen i Don Miseno, i al seu estudi se l'anomena hidrodinàmica quàntica.
És un fenomen físic que té lloc a molt baixes temperaturas, a prop del zero absolut, límit en el qual cessa tota activitat. Un inconvenient és que gairebé tots els elements es congelen a aquestes temperatures. Però hi ha una excepció: l'heli. Hi ha dos isòtops estables de l'heli, l'heli-4 (que és molt comú) i l'heli-3 (que és estrany) i es produeix en la desintegració beta del triti a reactors nuclears. També es troba a la superfície de la Lluna, arrossegat fins allà pel vent solar.
Els dos isòtops es comporten de maneres molt diferents, la qual cosa serveix per examinar els efectes de les dues estadístiques quàntiques, l'estadística de Fermi-Dirac, a la qual obeeixen les partícules d'espín semi-sencer, i l'estadística de Bose-Einstein, seguida per les partícules d'espín sencer.
Una Característica del superfluid és que poden travessar qualsevol objecte sòlid o qualsevol superfície no porosa, per la seva forta capacitat d'oscil·lació, característica que demostra els arguments de Física Quàntica d'Albert Einstein.

### Tensió superficial
Els líquids posseeixen també una tensió superficial que tendeix a presentar la menor superfície lliure possible, d'aquí que un líquid en absència de gravetat adopti la forma esfèrica, que és la que té menor relació àrea/volum (com una gota d'aigua).
Un efecte relacionat amb la tensió superficial és la capil·laritat. La capil·laritat és una propietat dels líquids que depèn de la seva tensió superficial (que al seu torn, depèn de la cohesió o força intermolecular del líquid), que li confereix la capacitat de pujar o baixar per un tub capil·lar de radi determinat. Quan un líquid puja per un tub capil·lar, és degut al fet que la força intermolecular (o cohesió intermolecular) entre les seves molècules és menor a l'adhesió del líquid amb el material del tub (és a dir, és un líquid que mulla). El líquid segueix pujant fins que la tensió superficial és equilibrada pel pes del líquid que omple el tub. Aquest és el cas de l'aigua, i aquesta propietat és la que regula parcialment el seu ascens dins de les plantes, sense utilitzar energia per vèncer la gravetat. No obstant això, quan la cohesió entre les molècules d'un líquid és més potent que l'adhesió al capil·lar (com el cas del mercuri), la tensió superficial fa que el líquid baixi a un nivell inferior, i la seva superfície és convexa.
el menisc és la corba de la superfície d'un líquid que es produeix en resposta a la superfície del seu recipient. Aquesta curvatura pot ser còncava o convexa, segons si les molècules del líquid i les del recipient s'atrauen (aigua i vidre) o repel·leixen (mercuri i vidre), respectivament. La concavitat del menisc s'origina quan les forces d'adhesió entre les molècules d'un líquid i les parets del recipient que el conté són més grans que les forces de cohesió del líquid. La convexitat del menisc sorgeix quan les forces de cohesió són més grans que les d'adhesió.
La tensió superficial actua succionant el líquid quan el menisc és còncau, i rebutjant-quan és convex. En química, és important per realitzar la lectura d'un líquid en qualsevol material volumètric. Per això han de coincidir la corba (més aviat la tangent d'aquesta) amb l'aforament o graduació. Sempre tenint la vista perpendicular a ambdues.

La gota A estaria sobre una superfície hidròfoba mentre que la gota C estaria sobre una superfície hidròfila

L'angle de contacte fa referència a l'angle que forma la superfície d'un líquid en entrar en contacte amb un sòlid. El valor de l'angle de contacte depèn principalment de la relació que existeix entre les forces adhesives entre el líquid i el sòlid i les forces cohesives del líquid. Quan les forces adhesives amb la superfície del sòlid són molt grans amb relació a les forces cohesives, l'angle de contacte és menor de 90 graus sexagesimals, tenint com a resultat que el líquid mulla la superfície. Si es considera un líquid ha caigut sobre una superfície sòlida, si el líquid és atret fortament per la superfície sòlida (per exemple aigua sobre un sòlid hidròfil) la gota s'estendrà completament pel sòlid i l'angle de contacte serà aproximadament 0°. Per als sòlids que siguin menys hidròfils l'angle de contacte pot variar entre 0° i 30º. Si la superfície del sòlid és hidròfoba l'angle de contacte serà més gran que 90°. En superfícies molt hidròfobes l'angle pot ser més gran a 150º i fins i tot proper a 180°. En aquests casos l'aigua reposa sobre la superfície però no la mulla ni tampoc s'estén sobre elles. A algunes d'aquestes superfícies se'ls anomena superhidrófobas i poden ser obtingudes a partir de superfícies fluorades com el teflon que té una microtextura apropiada per a això. Aquest efecte és anomenat l'efecte Lotus a causa de la planta "Lotus" amb fulles especials que desenvolupen aquesta habilitat mitjançant petites protuberàncies i que poden ser superhidròfobes fins i tot amb mel.
Per als líquids, la tensió superficial (força per unitat de longitud) i la densitat d'energia superficial són idèntics. L'aigua té una densitat d'energia superficial de 0.072 J/m² i una tensió superficial de 0.072 N/m.

### Untuositat
La untuositat és la propietat que tenen els líquids d'adherir-se a la superfície dels cossos sòlids. Es pot considerar la seva naturalesa deguda a les forces de Van der Waals, la tensió superficial i les forces electromagnètiques dels constituents del líquid i els electrons de superfície dels sòlids "mullats" per adhesió del líquid.
Quan entre dues superfícies de sòlids és intercalada una pel·lícula líquida es produeix una força d'adhesió superficial. La força que aconsegueix la separació dels sòlids, per la ruptura de la columna hidrodinàmica que forma el líquid, per unitat de superfície, és la mesura de quantificació de la untuositat. Es mesura en unitats de pressió: N×m-2.
Abans de produir-se la ruptura de la columna hidrodinàmica, apareixen uns efectes de tensió d'amortiment produïts per les forces d'atracció (Van der Waals i tensió superficial) i la repulsió electroestàtica (electromagnètiques), al final, superades per l'acció exterior que supera el límit de ruptura de la columna.

### Capil·laritat
La capil·laritat és una propietat dels líquids (que al seu torn, depèn de la cohesió o força intermolecular del líquid), que li confereix la capacitat de pujar o baixar per un tub capil·lar. Quan un líquid puja per un tub capil·lar, és degut al fet que la força intermolecular (o cohesió intermolecular) entre les seves molècules és menor a l'adhesió del líquid amb el material del tub (és a dir, és un líquid que mulla). El líquid segueix pujant fins que la tensió superficial és equilibrada pel pes del líquid que omple el tub. Aquest és el cas de l'aigua, i aquesta propietat és la que regula parcialment el seu ascens dins de les plantes, sense utilitzar energia per vèncer la gravetat. No obstant això, quan la cohesió entre les molècules d'un líquid és més potent que l'adhesió al capil·lar (com el cas del mercuri), la tensió superficial fa que el líquid baixi a un nivell inferior, i la seva superfície és convexa.

## Propietats òptiques, elèctriques i calorífiques

### Transparència
En òptica, la transparència és la propietat de deixar passar la llum. És possible veure a través dels materials transparents; és a dir, permeten que les imatges nítides passin. En mineralogia és coneguda com a diafanitat. La propietat contrària és l'opacitat. Els materials translúcids permeten que la llum passi a través d'ells només difusament, és a dir, el material distorsiona la imatge.

### Índex de refracció
En òptica, l'índex refractiu o índex de refracció n d'un material és un nombre adimensional que descriu com es propaga la llum a través d'aquest mitjà. Es defineix com 
on c és la velocitat de la llum en el buit i v és la velocitat de fase de la llum en el medi. Per exemple, l'índex de refracció de l'aigua és 1,333, el que significa que la llum viatja a 1,333 vegades més ràpid en un buit del que ho faria en l'aigua.

### Conductivitat elèctrica
La conductivitat elèctrica és una mesura de la capacitat d'un material de deixar passar el corrent elèctric, la seva aptitud per deixar circular lliurement les càrregues elèctriques. La conductivitat depèn de l'estructura atòmica i molecular del material, els metalls són bons conductors perquè tenen una estructura amb molts electrons amb lligams febles i això permet el seu moviment. La conductivitat també depèn d'altres factors físics del mateix material i de la temperatura.

### Capacitat dielèctrica
Un dielèctric o aïllant elèctric, és una substància altament resistent al flux del corrent elèctric. Els materials dielèctrics són, en electroestàtica, materials que a diferència dels conductors elèctrics, no contenen càrregues lliures que puguin moure's pel seu volum.

### Conductivitat tèrmica
La conductivitat tèrmica (simbolitzada λ o k) és la mesura de la facilitat amb la que la calor passa a través d'un material i depèn únicament de la natura del material i no de la seva forma. Tècnicament, és la quantitat de calor que passa per unitat de temps a través d'una secció de material d'una unitat d'àrea, sotmesa a un gradient de temperatura entre les dues cares.

## Hidroestàtica
La hidroestàtica és la branca de la mecànica de fluids que estudia els líquids en estat d'equilibri, és a dir, sense que hi hagi forces que alterin el seu moviment o posició. Els principals teoremes que recolzen l'estudi de la hidroestàtica són el principi de Pascal i el principi d'Arquimedes.

### Principi de Pascal
En física, el principi de Pascal és una llei que es resumeix en la frase: «l'increment de la pressió aplicada a una superfície d'un fluid incompressible en repòs, contingut en un recipient indeformable, es transmet amb el mateix valor a cadascuna de les parts del mateix».
És a dir, que si s'aplica pressió a un líquid no comprimible en un recipient tancat, aquesta es transmet amb igual intensitat en totes direccions i sentits.
En cas que el líquid estigui sotmès a la força de la gravetat apareix una diferència de pressions al variar les alçades dels punts deguda al fet que apareix una força addicional pel pes de la columna de fluid, aquesta variació de pressió s'expressa per:
{\displaystyle \Delta P=\rho g(\Delta h)\,}
on
{\displaystyle \Delta P} és la diferència de pressió entre dos punts a diferent altura;
ρ és la densitat del fluid;
g és l'acceleració de la gravetat;
{\displaystyle \Delta h} és la diferència d'altures entre els dos punts.
L'explicació intuïtiva d'aquesta expressió és que la diferència de pressions és deguda al pes de la columna de fluid entre les dues altures.

### Principi d'Arquimedes
El principi d'Arquimedes estableix que qualsevol cos sòlid que es trobi submergit totalment o parcialment en un líquid en repòs sotmès a la força de la gravetat, serà empès en direcció ascendent per una força igual al pes del volum del líquid desplaçat pel cos sòlid.
L'objecte no necessàriament ha d'estar completament submergit en aquest fluid, ja que si l'empenta que rep és més gran que el pes aparent de l'objecte, aquest surarà i estarà submergit només parcialment.
El principi d'Arquimedes s'explica intuïtivament plantejant que, si en comptes del sòlid en el mateix volum hi hagués fluid, aquest romandria en repòs. Per tant, la resultant de les pressions que la resta del fluid exerceixen sobre la superfície de separació necessàriament ha de ser tal que compensi exactament el pes del fluid. Si el que ocupa el volum en comptes de ser fluid és un sòlid no hi ha cap motiu perquè les pressions que la resta del fluid exerceixen sobre la superfície de separació sigui diferent del que seria si fos fluid. Per tant, el sòlid ha de rebre una força total cap amunt igual al pes del fluid que ocuparia el mateix volum que desplaça i amb punt d'aplicació el centre de masses del fluid que desplaça.

## Hidrodinàmica
La hidrodinàmica estudia la dinàmica de fluids incompressibles.
Etimològicament, la hidrodinàmica és la dinàmica de l'aigua, ja que el prefix grec "hidro-" significa "aigua". Tanmateix, també inclou l'estudi de la dinàmica d'altres líquids. Per a això es consideren entre altres coses la velocitat, pressió, flux i despesa del fluid. Per a l'estudi de la hidrodinàmica normalment es consideren tres aproximacions importants:
- Que el fluid és un líquid incomprensible, és a dir, que la seva densitat no varia amb el canvi de pressió, a diferència del que passa amb els gasos.
- Es considera menyspreable la pèrdua d'energia per la viscositat, ja que se suposa que un líquid és òptim per a fluir i aquesta pèrdua és molt menor comparant-la amb la inèrcia del seu moviment.
- Se suposa que el flux dels líquids és en règim estable o estacionari, és a dir, que la velocitat del líquid en un punt és independent del temps.

La hidrodinàmica té nombroses aplicacions industrials, com disseny de canals, construcció de ports i preses, fabricació de vaixells, turbines, etc.
El cabal és una de les magnituds principals en l'estudi de la hidrodinàmica. Es defineix com el volum de líquid {\displaystyle \Delta {V}} que flueix per unitat de temps {\displaystyle \Delta {t}}. Les seves unitats en el SI són els m³/s i la seva expressió matemàtica:
{\displaystyle G={\frac {\Delta {V}}{\Delta {t}}}}
Aquesta fórmula ens permet saber la quantitat de líquid que passa per un conducte en cert interval de temps o determinar el temps que trigarà a passar certa quantitat de líquid.
El teorema de Bernouilli és una conseqüència de la conservació de l'energia en els líquids en moviment. Estableix que en un líquid incompressible i no viscós, la suma de la pressió hidroestàtica, l'energia cinètica per unitat de volum i l'energia potencial gravitatòria per unitat de volum, és constant al llarg de tot el circuit. És a dir, que aquesta magnitud pren el mateix valor en qualsevol parell de punts del circuit. La seva expressió matemàtica és:
{\displaystyle P_{1}+\rho gh_{1}+{\frac {1}{2}}\rho v_{1}^{2}=P_{2}+\rho gh_{2}+{\frac {1}{2}}\rho v_{2}^{2}}
on {\displaystyle P} és la pressió hidroestàtica, {\displaystyle \rho } la densitat, {\displaystyle g} l'acceleració de la gravetat, {\displaystyle h} l'alçada del punt i {\displaystyle v} la velocitat del fluid en aquest punt. Els subíndexs 1 i 2 es refereixen als dos punts del circuit.
L'altra equació que compleixen els líquids és l'equació de continuïtat, que estableix que el cabal és constant al llarg de tot el circuit hidràulic:
{\displaystyle G=A_{1}v_{1}=A_{2}v_{2}}
on {\displaystyle A} és l'àrea de la secció del conducte per on circula el fluid i {\displaystyle v} la seva velocitat mitjana.
La hidrodinàmica o líquids en moviment presenta diverses característiques que poden ser descrites per equacions matemàtiques molt senzilles.
Llei de Torricelli: Si en un recipient que no està tapat es troba un líquid i se li obre al recipient un orifici la velocitat amb què caurà aquest líquid serà:
{\displaystyle v={\sqrt {2gH}}}
L'altra equació matemàtica que descriu els líquids en moviment és el nombre de Reynolds:
{\displaystyle N=dVD/n}
on d és la densitat v la velocitat D és el diàmetre del cilindre i n és la viscositat.

## Termodinàmica dels líquids

Un diagrama de fase típic. La línia de punts dona el comportament anòmal de l'aigua. Les línies verdes mostren com pot variar el punt de congelació amb la pressió, i la línia blava mostra com pot variar el punt d'ebullició amb pressió. La línia vermella mostra el límit on pot ocórrer la sublimació.

A una temperatura per sota el punt d'ebullició, un líquid si es troba en un recipient tancat, s'evaporarà fins que la concentració dels vapors del líquid assoleixen una pressió parcial d'equilibri en el gas. Per això cap líquid no pot existir permanentment en un buit complet. Els líquids en el seu punt d'ebullició respectiu passen a gasos (excepte quan es produeix un sobreescalfament), i en els seus punts de congelació, passen a sòlids (excepte quan es produeix un sobrerrefredament). Fins i tot per sota el punt d'ebullició el líquid s'evapora a la superfície.
Els líquids poden mostrar immiscibilitat. La mescla més familiar de dos líquids immiscibles en la quotidianitat és l'oli vegetal i aigua. Un conjunt familiar de líquids miscibles són aigua i alcohol. Els components líquids en una mescla sovint poden ser separats l'un de l'altre mitjançant destil·lació fraccionada.
Els líquids generalment s'expandeixen quan s'escalfen, i es contreuen quan es refreden. L'aigua entre 0 °C i 4 °C és una excepció notable.

## Gota

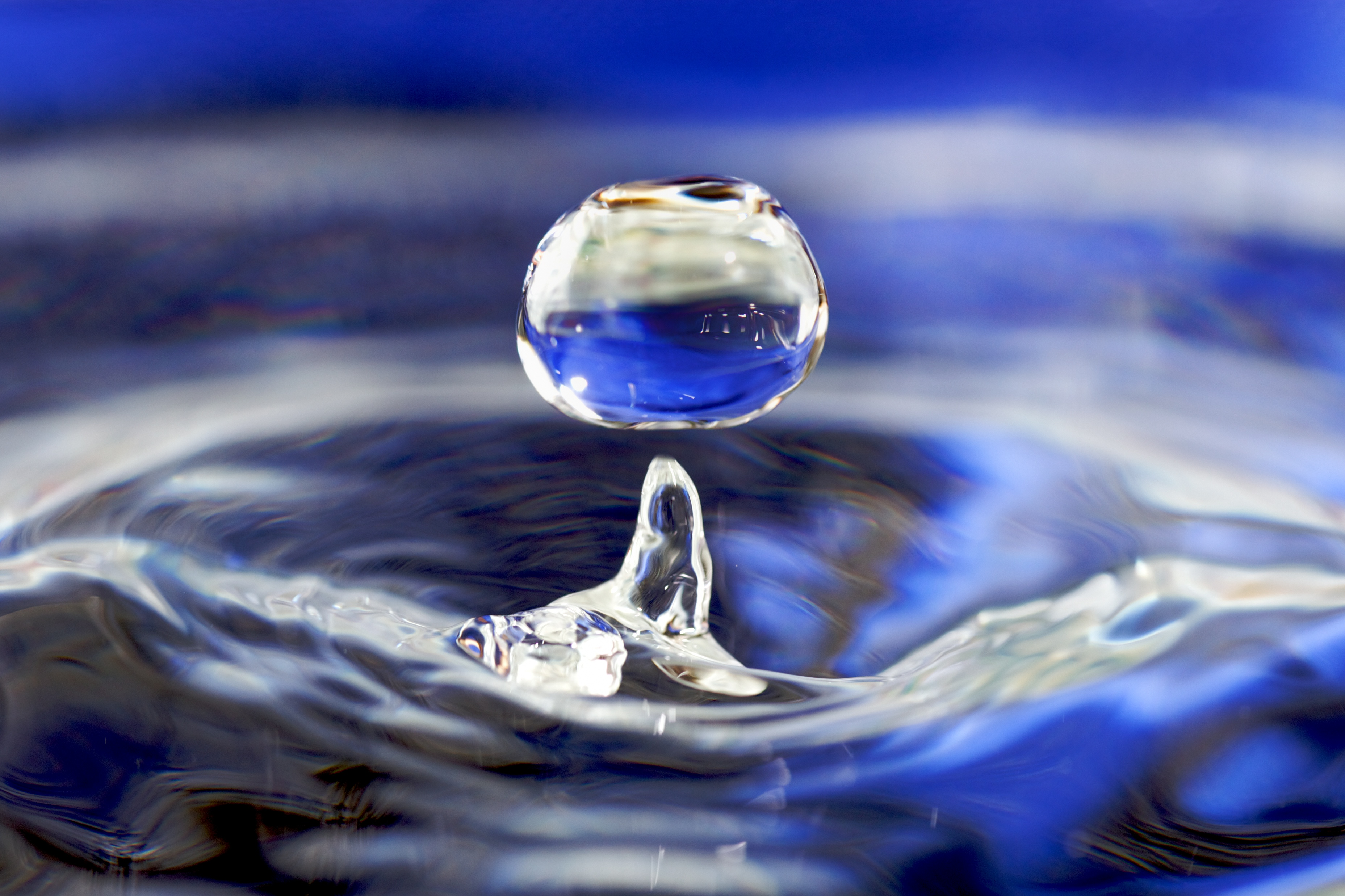
La formació d'una gota d'aigua esfèrica minimitza la seva superfície, que és el resultat natural de la tensió superficial dels líquids.

Una gota és un volum petit d'algun líquid, delimitada gairebé completament per superfícies lliures. La manera més senzilla de formar una gota és permetre que el líquid flueixi suaument cap a la vora d'un recipient. Quan la gota excedeixi determinat mida, perdrà la seva estabilitat i caurà. Les gotes d'aigua també es formen per condensació, en refredar un vapor i per atomització. El pes de la gota més gran que pot penjar de la vora d'un tub de radi "a" és (aproximadament):
{\displaystyle mg=3\pi a\lambda \cos \alpha }
On λ és la tensió superficial del líquid i α és l'angle de contacte amb el tub. Aquest és un mètode convencional per mesurar tensió superficial. A causa dels diferents índexs de refracció de l'aigua i l'aire, tant refracció com a reflexió ocorren en la superfície de gotes de pluja, formant arc de Sant Martí.
En un líquid cada molècula interacciona amb les que l'envolten. El radi d'acció de les forces moleculars és relativament petit, i abasta a les molècules veïnes més properes. Si la molècula es troba a l'interior del líquid, la resultant de totes les interaccions serà nul. Tanmateix, si la molècula es troba a la superfície o pròxima a ella, per existir en valor mitjà menys molècules amunt que avall, la resultant de les forces estarà dirigida cap a l'interior del líquid.
termodinàmicament la tensió superficial és un fenomen de superfície i és la tendència d'un líquid a disminuir la seva superfície fins que la seva energia de superfície potencial és mínima, condició necessària perquè l'equilibri sigui estable. Com l'esfera té una àrea mínima per a un volum donat, llavors per l'acció de la tensió superficial, la tendència d'una porció d'un líquid porta a formar una esfera o que es produeixi una superfície corba o menisc quan està en contacte un líquid amb un recipient.
A la força que actua per centímetre de longitud d'una pel·lícula que s'estén se l'anomena tensió superficial del líquid, la qual actua com una força que s'oposa a l'augment d'àrea del líquid. La tensió superficial és numèricament igual a la proporció d'augment de l'energia superficial amb l'àrea. Aquest excés d'energia no es manifesta en sistemes ordinaris pel fet que el nombre de molècules en la superfície és molt petit en comparació amb el nombre total del sistema.
El valor de la diferència de pressió entre interior de la gota i l'atmosfera és, segons la llei de Laplace, prenent {\displaystyle r_{1}=r_{2}=r}:
{\displaystyle P_{L}-P_{0}=2{\frac {\sigma }{r}}} on {\displaystyle P_{L}} és la pressió interior, {\displaystyle P_{0}} l'exterior, {\displaystyle \sigma } és la tensió superficial i r el radi de la gota.
Es pot veure la dependència amb r i com, si r és molt petita, la diferència de pressió és molt elevada, la qual cosa implicaria una necessitat d'una pressió de vapor molt elevada perquè s'iniciés la condensació. Aquesta expressió també és vàlida per a una bombolla esfèrica d'aire a l'interior d'un líquid.
Llei de Laplace (pressió deguda a la curvatura): la forma de la corba d'una superfície d'un líquid origina forces dirigides cap a l'interior o cap a l'exterior d'aquest líquid, segons la forma d'aquesta superfície. Això dona lloc a diferències de pressió entre punts pròxims situats a banda i banda d'aquesta superfície.
{\displaystyle \Delta \ P={\frac {dF}{dS}}=\sigma \left({\frac {1}{r_{1}}}+{\frac {1}{r_{2}}}\right)} amb r1 i r2 els radis de curvatura en un punt donat de la superfície.

## Compressibilitat real dels líquids
Els líquids normals són molt poc compressibles. Tan poc compressibles que, des del punt de vista tecnològic, es poden considerar incompressibles. De fet, a pressions molt altes, alguns líquids es poden comprimir de forma notable. Un dels pioners en aquest camp de recerca fou el romanès George Constantinescu (també escrit Constantinesco). Emigrat a Anglaterra, va demostrar que l'aigua sotmesa a 2.000 bar reduïa el seu volum original en un 30%.
Una prova més senzilla de la compressibilitat dels líquids és la transmissió del so. Els líquids transmeten les ones sonores, basades en la compressió i “descompressió” del líquid transmissor.
La compressibilitat es pot definir per l'expressió
{\displaystyle \beta =-{\frac {1}{V}}{\frac {\partial V}{\partial p}}}
- V = volum
- p = pressió

| Líquid              | β (m²/N or Pa−1) |
| Aigua               | 4,6×10–10        |
| Alcohol etílic      | 1,1×10–9         |
| Disulfur de carboni | 9,3×10–10        |
| Glicerina           | 2,1×10–10        |
| Mercuri             | 3,7×10–11        |